# Fleur sauvage

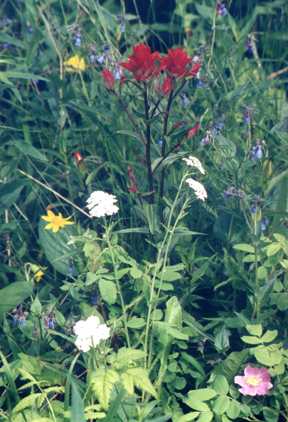
Cinq espèces de fleurs sauvages occupent moins de 1000 cm² sur cette photo prise sur les contreforts du versant est des Rocheuses canadiennes à la fin de juillet. Rose - Rose aciculaire, blanc - Achillée millefeuille, bleu - Hyacinthoides, montrant à la fois les stades rose (immature) et bleu (mature), jaune - Arnica cordifolia (arnica à feuilles de cœur) et rouge - Castilleja.

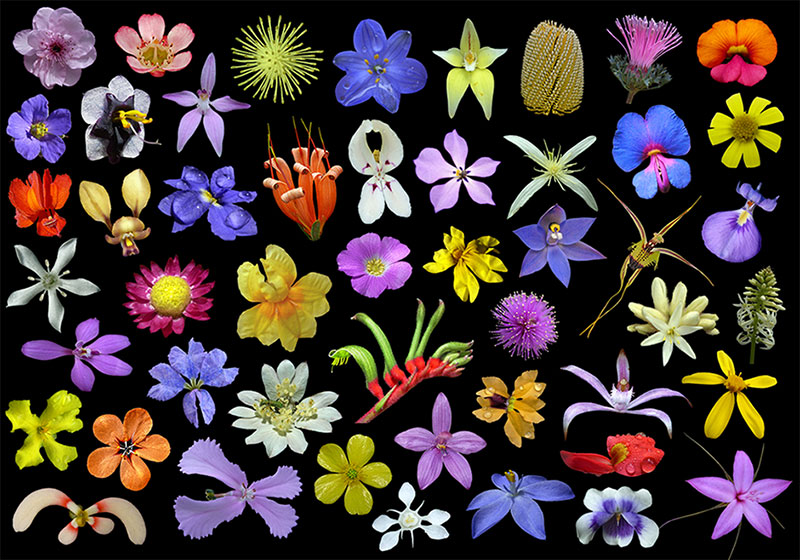
Fleurs sauvages de l'Australie occidentale.

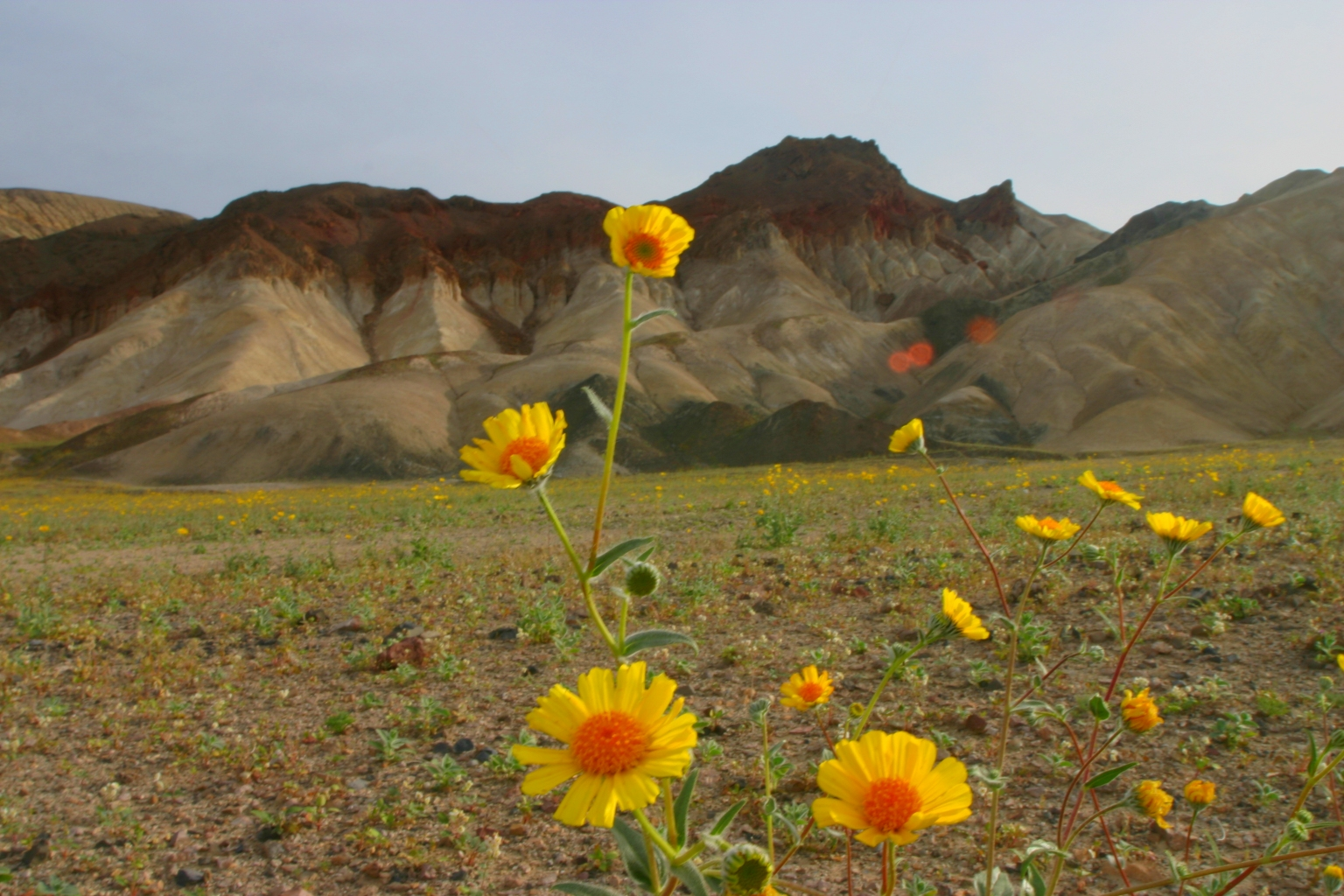
Fleurs sauvages dans le parc national de la vallée de la mort.

Une fleur sauvage est une locution qui désigne une fleur qui pousse à l'état sauvage, c'est-à-dire qu'elle n'a pas été semée ou plantée intentionnellement. (Les « fleurs sauvages » de quelques espèces mixées peuvent toutefois être vendues en sachets de graines). Le terme implique que la plante n'est probablement ni un hybride ni un cultivar sélectionné et qu'elle n'est en aucune façon différente de la façon dont elle apparaît à l'état sauvage en tant que plante indigène, même si elle pousse là où elle ne le ferait pas naturellement. Le terme peut désigner la plante à fleurs dans son ensemble, même lorsqu'elle n'est pas en fleur, et pas seulement la fleur.
« Fleur sauvage » (anglais : Wildflower) n'est pas un terme exact. Des termes comme espèces indigènes (ou autochtone, anglais : native species, naturellement présentes dans une zone, flore), exotiques ou, mieux, espèces introduites (non présentes naturellement dans la zone), dont certaines sont qualifiées d'espèces envahissantes (qui surpassent les autres plantes - qu'elles soient indigènes ou non) ), espèces importées (introduites dans une zone de manière délibérée ou accidentelle) et naturalisées (introduits dans une zone, mais maintenant considérées par le public comme indigènes) sont beaucoup plus précis.
Au Royaume-Uni, l’organisation Plantlife International a institué en 2002 le « projet de fleurs du comté », pour lequel des membres du public ont proposé et voté un emblème de fleurs sauvages représentatif de leur comté. Le but était de sensibiliser le public au patrimoine des espèces indigènes et à la nécessité de les conserver, car certaines de ces espèces sont en danger. Par exemple, le Somerset a adopté Dianthus gratianopolitanus, Londres, Chamerion angustifolium et le Denbighshire / Sir Ddinbych au Pays de Galles le rare Stachys alpina.

## Exemples
- Adonis aestivalis
- Anthemis arvensis
- Anagallis[2]
- Agrostemma githago
- Centaurea cyanus
- Coreopsis tinctoria
- Dianthus barbatus
- Digitalis purpurea
- Eschscholzia californica
- Gypsophila elegans
- Glebionis segetum
- Lantana spp.
- Papaver rhoeas
- Silene latifolia
- Viola tricolor
- Dimorphotheca sinuata
- Alnus glutinosa
- Callirhoe involucrata
- Potentilla sterilis
- Prunus padus
- Petasites hybridus
- Ranunculus ficaria
- Tussilago farfara
- Viola riviniana
- Phlox drummondii
- Ulmus sp.